# Poulette de roche
Ptilopachus petrosus
Espèce
Statut de conservation UICN

 LC  : Préoccupation mineure
La Poulette de roche (Ptilopachus petrosus) est une espèce d'oiseaux de la famille des Odontophoridae.

## Distribution
La poulette de roche occupe une large bande dans le centre de l’Afrique entre 7°N et 17°N, de la Gambie à l’ouest de l’Éthiopie et du sud du Cameroun au nord du Kenya. Des observations auraient été faites dans le sud est de l’Éthiopie mais elles n’ont pas été confirmées (Ash 1992).

## Sous-espèces
Selon la classification de référence du Congrès ornithologique international (version 15.1, 2025) :
- Ptilopachus petrosus petrosus (Gmelin, JF, 1789) — inclut P. p. saturatior Bannerman, 1930. La forme nominale vit de la Gambie au Cameroun.
- Ptilopachus petrosus brehmi Neumann, 1908 — Vit du lac Tchad à l’est du Soudan.
- Ptilopachus petrosus major Neumann, 1908 — Se rencontre en Érythrée et au nord de l'Éthiopie. Cette forme est plus grande et plus pâle que la forme nominale.
- Ptilopachus petrosus florentiae Ogilvie-Grant, 1900 — du sud du Soudan et du sud de l'Éthiopie au nord-est de la république démocratique du Congo, au nord de l'Ouganda et au centre du Kenya.

## Habitat
La poulette de roche vit dans les régions rocheuses chaotiques comportant des plages de végétation épaisse, entre 600 et 1 500 m, mais on peut également l’observer dans des zones moins accidentées comme les plateaux et collines de latérite entrecoupés de cours d’eau asséchés et plus ou moins boisés, ou même les cultures adjacentes. Enfin, au Mali, elle peut même être rencontrée dans les régions sableuses désertiques pourvu qu’il y ait quelque endroit ombragé (Urban et al. 1986).

## Mœurs
Cette perdrix, très sédentaire (Urban et al. 1986), vit en couple ou en petit groupe familial de trois ou quatre oiseaux. Hors saison de reproduction, les rassemblements peuvent être plus importants et atteindre alors une vingtaine d’individus.
C’est une espèce assez farouche qui trouve sa nourriture tôt le matin ou tard le soir, sous les buissons et arbustes. Elle consomme des graines, des baies, des feuilles vertes, des pousses, de petits invertébrés. Elle peut demeurer longtemps éloignée de tout point d’eau.
En cas d’alerte la poulette de roche dresse les plumes de la tête (Ameel 2008) mais répugne à s’envoler, préférant courir et dévaler à toute vitesse les pentes et les ravins. Elle ne prend son vol que contrainte ; celui-ci est rapide, direct, accompagné de cris stridents. Cette perdrix peut se percher sur des branches basses. Elle est facilement repérable dans les zones rocheuses d’où elle émet ses vocalises, où elle passe la nuit et se réfugie en cas de danger. Ailleurs, elle est timide et passe facilement inaperçue, prenant des bains de poussière en bordure de sentiers ou se nourrissant sous les buissons par couples ou en petits groupes de trois ou quatre individus (Madge & McGowan 2002).

## Voix
La poulette de roche chante surtout au lever du jour et au coucher du soleil mais elle peut aussi se faire entendre toute la journée en saison des pluies. Son cri est répétitif, plaintif, haut perché ouit-ouit-ouit-ouit...

## Nidification
Mâle et femelle se poursuivent mutuellement, queue levée, en exécutant un duo vocal qui sert probablement à marquer le territoire. D’autres couples répondent alors à ce chant. Enfin le mâle peut tenter de séduire sa femelle, plumes du cou gonflées, plumes de la queue et des ailes étalées en éventail et traînant au sol ; cette parade s’accompagne souvent d’une offrande de nourriture. La saison de reproduction est variable : en zone sèche, elle a lieu pendant la saison des pluies ; en région humide, elle se déroule plutôt en saison sèche ; enfin elle peut parfois avoir lieu toute l’année (République de Centre Afrique). Le nid est une simple dépression placée à la base d’un rocher, d’un arbuste, d’une touffe d’herbes (Hennache & Ottaviani 2011). D’après Ameel (2008) la durée d’incubation serait de 20 jours et les poussins savent voler très tôt. La famille reste unie jusqu’à la saison suivante.

## Statut, conservation
Cette espèce, localement commune ou abondante, n’est pas pour l’instant menacée bien que sa répartition soit très fragmentée.